# 加賀野村
加賀野村（かがのむら）は、かつて岐阜県安八郡にあった村である。
現在の大垣市加賀野町などに該当する。

## 歴史
- 1889年（明治22年）7月1日 - 町村制により、加賀野村発足。
- 1897年（明治30年）4月1日 - 三塚村、小野村、沢渡村、今宿村、世保村と合併し三城村が発足。同日加賀野村廃止。

## 神社・仏閣
- 加賀野八幡神社